# Drents hoen

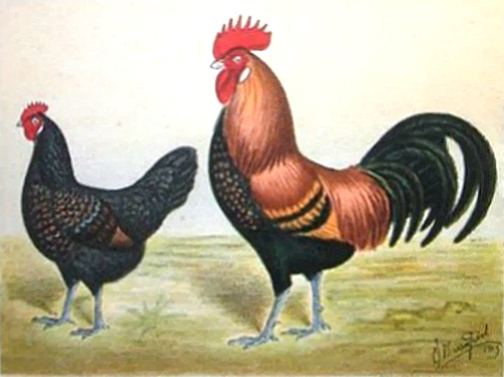
Haan en hen in de verdwenen kleurslag "goudlaken"

Het Drentse hoen is een oud Nederlands kippenras dat ontstaan is in de Nederlandse provincie Drenthe. Al sinds de 17e eeuw komen de Drentse hoenders voor. Doordat het gebied van oorsprong geïsoleerd was van andere gebieden, kreeg men door kruisingen en inteelt met rasloze hoenders een vitaal, gehard ras. Het ras is schuw, maar erg geschikt om los te laten lopen. De hennen leggen witte eieren en zijn goede broedsters. Het ras komt in vele kleurslagen voor. De gezoomde patrijskleur is uniek voor dit ras.

## Bolstaart-Drents hoen
Het bolstaart-Drentse hoen is een staartloze variant van het Drentse hoen. Het dier is in alle eigenschappen gelijk aan de variant met staart, op het ontbreken van een staart na. Dit ras wordt ook wel Klomphoen genoemd. Doordat de kippen geen staart hebben, staan ze iets meer rechtop.

## Kriel
De Drentse kriel is een kleinere variant van het grote Drentse hoen. Rond 1960 werden een bolstaart-Drentse hoen en een Hollandse kriel gekruist om de Drentse kriel te krijgen. Later werden ook Friese krielen ingekruist om meer kleurslagen te krijgen. De Drentse kriel is beroemd om haar vitaliteit en legkracht.